# Рафаель Трухільйо
Рафаель Леонідас Моліна Трухільйо (ісп. Rafael Leónidas Trujillo Molina Spanish: [rafaˈel leˈoniðas tɾuˈxiʝo moˈlina], прозваний El Jefe (Spanish: [el ˈxefe]; тобто начальник); 24 жовтня 1891 — 30 травня 1961) — домініканський диктатор, президент, генералісимус, головнокомандувач Збройних сил.

## Життєпис
Народився у бідній родині. Змалку займався злодюжництвом, був конокрадом і контрабандистом. 1918 року вступив до лав національної гвардії Домініканської Республіки. Проходив навчання у США, де отримав звання сержанта морської піхоти. Незабаром став капітаном національної гвардії на батьківщині, а з 1924 року — полковником, начальником штабу Збройних сил країни. Після включення національної гвардії до складу армії, очолив останню.
1930 року, внаслідок фальсифікацій під час виборів, обійняв посаду президента Домініканської Республіки. Цю посаду він офіційно обіймав до 1938, а також з 1942 до 1952 року. Проте за деякий час виникли економічні труднощі, в яких Трухільйо звинуватив сільськогосподарських робітників-заробітчан з Гаїті, які в багатьох випадках працювали нелегально. Внаслідок жорстоких дій військовиків, які виконували наказ президента, було вбито понад 20 тисяч гаїтян і встановлено жорсткий пропускний режим на кордоні з Гаїті. Згодом, під тиском міжнародної спільноти, Домініканська Республіка виплатила компенсацію родинам загиблих у розмірі 500 тисяч доларів. Однак, існує думка, що кошти були фактично розкрадені в Гаїті на етапі виплат родинам постраждалих.
1941 року за допомогою грошей Трухільйо президентом Гаїті став Елі Леско, тогочасний посол Гаїті у США. Деякий час Трухільйо фінансово підтримував Леско, маючі на меті контролювати увесь острів. Проте 1944 року між обома президентами виникла ворожнеча.
Складне становище було і всередині Домініканської Республіки. У 1946 році спалахнув великий страйк на плантації Ла-Романья, який було жорстоко придушено. Усіх його організаторів було вбито. Зважаючи на значне незадоволення в країні, сильний міжнародний тиск та економічну блокаду країн регіону, Трухільйо 1952 року передав владу своєму брату Ектору. При цьому сам він залишався головнокомандувачем Збройних сил і цілковито контролював країну. Між тим терор проти опозиції продовжувався. 1956 року спалахнуло повстання, яке було жорстоко придушено армією. 1958 року було розкрито змову військовиків проти Трухільйо. 1959 року група емігрантів висадилась на острові з метою повалити владу Трухільйо, але зазнала невдачі. Пізніше був заснований опозиційний рух «14 червня».
На хвилі успіхів зі знищення своїх ворогів Трухільйо присвоїв собі звання генералісимуса та перейменував столицю Домініканської республіки з Санто-Домінго на Сьюдад-Трухільйо.
Мав прізвисько «Козел» (El Chivo), оскільки вів розпутний образ життя. Був тричі одружений. Своїх найближчих родичів призначав на найвищі державні посади.
Утім проти Трухільйо налаштувалась влада США. У серпні 1960 року до країни прибули радники Сполучених Штатів. Внаслідок цього Ектор Трухільйо залишив пост президента, передавши його віце-президенту — письменнику Хоакіну Балагеру. Ектор Трухільйо був призначений представником Домініканської республіки в ООН. У той період Рафаель Трухільйо обіймав посаду Головнокомандувача Збройних сил Домініканської Республіки, але без його узгодження не приймалось жодне рішення в державі.
30 травня 1961 року по дорозі до своєї вілли Рафаеля Трухільйо було вбито внаслідок замаху з боку членів руху «14 червня». Більшість заколотників була покарана і страчена секретною службою, однак двоє змогли врятуватись і були проголошені згодом національними героями. Розправою над заколотниками керував син Трухільйо за мовчазної згоди президента Хоакіна Балагера.
Рафаеля Леонідаса Трухільйо Моліно було урочисто поховано у рідному місті, але згодом Конгрес країни ухвалив рішення вислати його родину з країни. При цьому родичі отримали дозвіл ексгумувати його рештки та вивезти їх за межі Домініканської республіки. Тіло було поховано на кладовищі Пер-Лашез у Парижі. Але у суспільстві час від часу виникають дискусії щодо повернення решток Трухільйо на батьківщину.